# Диван (меблі)

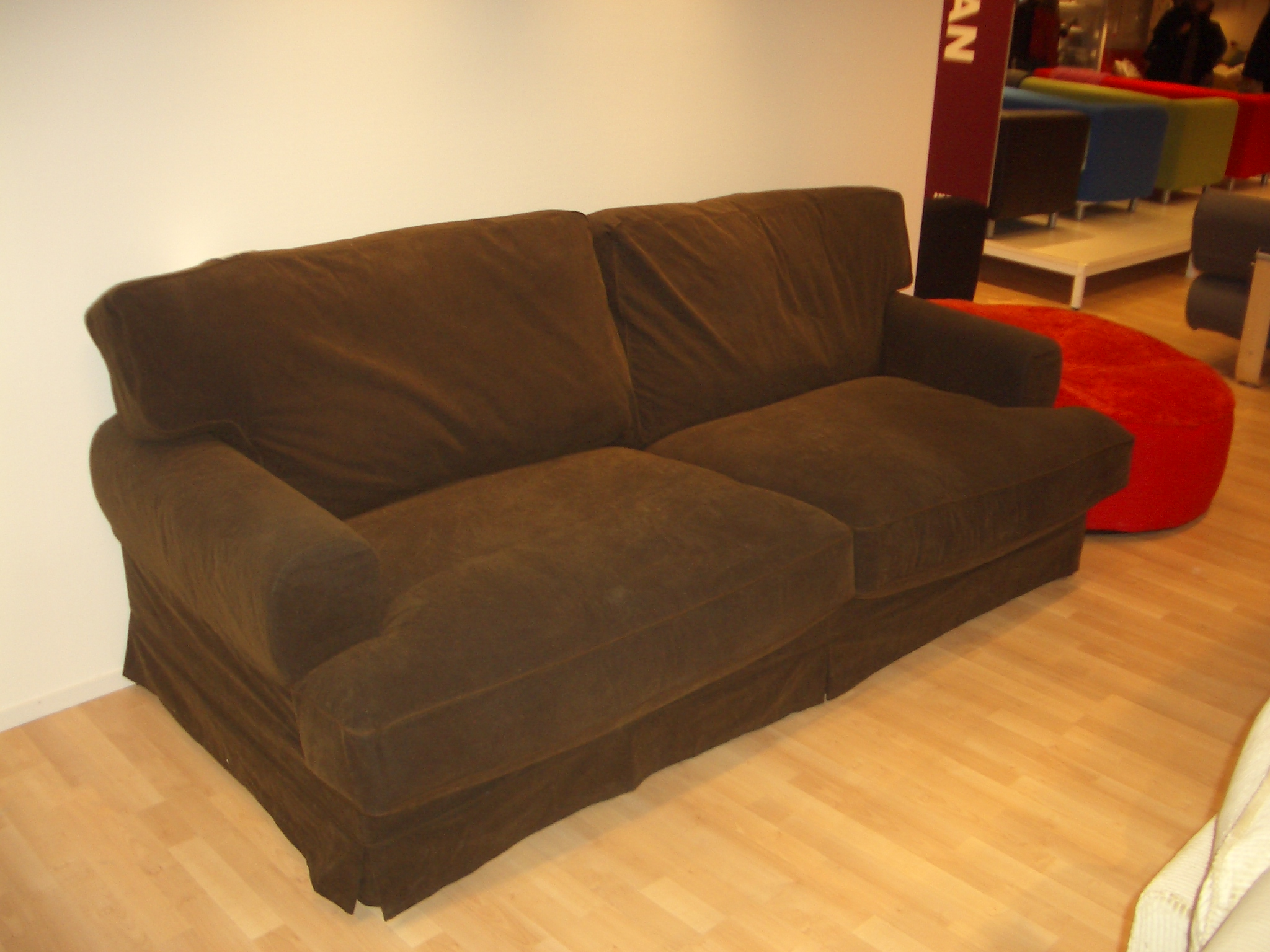
Диван-канапа

Дива́н (фр. divan — від перс. devan через тур. divan), кана́па — елемент інтер'єру, який має додаткову комфортабельність для можливості відпочинку людини в сидячому і напівлежачому положенні. Входить до категорії м'яких меблів. Іноді комплектується додатковими елементами інтер'єру, наприклад, кріслом, підставкою для ніг (пуфом), столиком тощо. Може бути елементом гарнітуру.

## Різновиди диванів
| Назва       | Фото | Опис |
| ----------- | ---- | --- |
| Канапа      |      | Диван, у якого підлокітники нижче спинки. Слово «канапа» (від фр. canapé через пол. kanapa) іноді неточно вживають як синонім до «диван»                                      |
| Софа        |      | Диван, у якого підлокітники розташовані приблизно на одній висоті зі спинкою. Підлокітники мають округлу форму                                                                |
| Козетка     |      | Короткий диван, на якому сидячи можуть розміститися дві особи. Назва цього різновиду дивана (фр. causette) походить від французького слова causer — «вести невимушену бесіду» |
| Кушетка     |      | Невеличкий диван з узголів'ям, але без спинки |
| Отоманка    |      | Диван зі спинкою біля узголів'я |
| Тахта       |      | Широкий диван, зазвичай без спинки |
| Півдиван    |      | Невеличкий диван, який нагадує широке крісло. Призначений для одної особи |
| Диван-ліжко |      | Розкладаний диван, призначений для спання |

## Механізми трансформації диванів
Механізм трансформації — це система, призначена для зручної та швидкої зміни форми дивана. Вона оснащена ланками та вузлами, що дає можливість перевести диван з положення «сидячи» у положення «ліжко», регулювати кут нахилу спинки, довжину й ширину дивана.
Розрізняють такі види механізмів:
1. Книжка.
2. Єврокнижка.
3. Клік-клак.
4. Французька розкладачка.
5. Пума.
6. Крокувальна єврокнижка.
7. Ельф.
8. Акордеон.
9. Дельфін.
10. Поворотний.

Також, механізми умовно ділять но повсякденні та гостьові. Гостьові механізми не пристосовані для постійного складання та розкладання дивана. Вони швидко виходять з ладу при постійному використовуванні. Повсякденні механізми навпаки, призначені для постійного використовування.